# Zaljev Çandarlı
Zaljev Çandarlı (tur. Çandarlı Körfezi), u antici poznat kao Elajski zaljev (starogrčki: Ἐλαϊτικὸς κόλπος), je zaljev na Egejskom moru, s uvalom između gradova Çandarlı i Foça. Oko njega su bili smješteni glavni gradovi Eolske konfederacije.

## Vanjske poveznice
|  | Zajednički poslužitelj ima još gradiva o temi Zaljev Çandarlı |